# توماس ك. هاريس
توماس ك. هاريس (بالإنجليزية: Thomas K. Harris)‏ هو محامي وسياسي أمريكي، ولد في 1777، وتوفي في 18 مارس 1816. حزبياً، نشط في الحزب الجمهوري الديمقراطي. وقد انتخب عضو مجلس النواب الأمريكي.